# 能力因子
能力因子（のうりょくいんし）とは、人間が優れた活動を行う際に必要となる能力を類型化したものである。人間が成長する上で、どのような能力を伸ばすべきかを具体的に認識するための手がかりとなる。

## 小林公夫（七大能力因子）
小林公夫は有名小・中学校入試、東大入試、企業採用試験、国家公務員1種試験、ロースクール適性試験、医学部入試などの試験問題を研究し、これらの試験で求められる7つの能力因子を類型化している。
1.推理能力
与えられた条件から未知のものを導き出す能力
2.比較能力
物事を相対化して関係の中で捉える能力
3.集合能力
物事の同質性、異質性をもとに部分・全体という認識の仕方を可能にする能力
4.抽象能力
個々の物事を特定の仕方で一元化して捉える能力
5.整理・要約能力
言語を媒介として物事を論理的に処理する能力
6.直感的着眼能力
物事を相対的、多面的に見る能力
7.因子順列能力
因子を複合的に統括する能力
これらの能力を基礎として発展した能力には以下のようなものがある。
- 論証能力
- 実質的利益衡量
- 総合的利益衡量
- 瞬間的利益衡量

文献：『論理思考の鍛え方』小林公夫　講談社現代新書

## 斎藤孝（生きるために必要な3つの力）
斎藤孝は人が生きてゆくのに必要な力として3つを挙げ、それらに付随する力についての著作を出している。
- まねる力
- 段取り力
- コメント力
  - 恋愛力
  - 質問力
  - コミュニケーション力
  - 文脈力

## 「頭のよい人」の比較文化的研究
石田秀子、小笠原春彦、藤永保らが日本、韓国、中国、台湾、カナダ、メキシコの6カ国において行った比較文化的研究によれば、頭がよいとされる人の因子は以下のようにまとめることができる。
知的・言語的流動性
判断力がある・判断が速い・要領がよい・頭の回転が速い
社交的能力
話がおもしろい・つきあい上手・ユーモアがある・話し上手・話題が豊富
共感能力
人の立場になって考える・謙虚・思いやりがある・誤りを率直に認める
勤勉・効率性
時間の使い方がうまい・計画性がある・よく勉強する・学校の成績がよい・字がきれい
有識性
語彙が豊富・文章がうまい・知識豊富・よく本を読む
文献：『学び合う教室』西川純著　東洋館出版